# 324 (عدد)
324 هو عدد صحيح، يلي العدد 323 وويسبق العدد 325.

## في الرياضيات

### خصائص
- عدد طبيعي.[3]
- عدد زوجي.[4][5]
- عدد موجب،[6] السالب منه هو -324.[7]

## في التاريخ
- 324 هـ هي سنة في التقويم الهجري.
- هي سنة 324 م في التقويم الميلادي.

## وصلات خارجية
الأعداد الصاتمة، ديوان اللغة العربية.